# Ђерђ Лигети
Ђерђ Лигети (мађ. György Sándor Ligeti; Општина Тарнавени (Муреш), 28. мај 1923 — Беч, 12. јун 2006) био је мађарско-аустријски композитор савремене класичне музике.
Описан је као „један од најважнијих авангардних композитора у другој половини двадесетог века“ и „један од најиновативнијих и најутицајнијих међу прогресивним личностима свог времена“.
Живео је у Мађарској Народној Републици пре него што је емигрирао у Аустрију 1956. Аустријски држављанин је постао 1968. Године 1973. постао је професор композиције на Хамбуршком универзитету, где је предавао музику до пензионисања године. 1989. Преминуо је у Бечу 2006. године. Сахрањен је на Средишњем бечком гробљу.
Након експериментисања са електронском музиком у Келну у Немачкој, његов пробој је дошао са оркестарским делима као што су Atmosphères, за које је користио технику коју је касније назвао микрополифонијом. Након што је написао своју "анти-анти-оперу" Le Grand Macabre, Лигети се за своја каснија дела померио од хроматизма ка полиритму.
Јавности је најпознатији по коришћењу његове музике у филмским звучним записима. Иако није директно компоновао ниједну филмску музику, одломци комада које је компоновао су узети и прилагођени за филмску употребу. Дизајн звука филмова Стенлија Кјубрика, посебно музике из 2001: Одисеја у свемиру, црпео је из Лигетијевог дела.